# Mihrisah szultána
Mihrişah szultána, oszmán szultána. III. Musztafa oszmán szultán felesége és III. Szelim oszmán szultán édesanyja és de facto társuralkodója.

## Élete
1745-ben született, Grúzia területén. Egy ortodox pap lánya volt, eredeti neve Ágnes. A nevének jelentése gyönyörű. A háremben, 1758 körül a Mihrişah nevet kapta a háremben, aminek jelentése a "Nap királynője" .  1759-ben szülte meg első lányát Hibetullah szultánát, majd két évvel később Sah szultánát. 1762-ben a későbbi  III. Szelim oszmán szultánt.
1767-ben pedig Mehmed herceget.
Miután a férje Musztafa meghalt, gyermekeit bezárták, őt pedig száműzték, ugyanis I. Abdul-Hamid oszmán szultán került a trónra.
Mikor Abdülhamid 1789-ben meghalt, III.Szelim került a trónra, Mihrişah pedig Válide szultána, és társuralkodó volt 1805-ig, amíg meg nem halt.

## Gyermekei
- Hibetullah szultána (1759–1762)
- Sah szultána (1761–1803)
- III. Szelim oszmán szultán (1762–1808)
- Mehmed herceg (1767–1772)